# Lchap
Lchap (in armeno Լճափ?, fino al 1945 Aghzibir e Kiziljik) è un comune dell'Armenia di 1 206 abitanti (2009) della provincia di Gegharkunik